# 蒙卦

蒙卦

蒙卦，簡稱蒙，為六十四卦之中的第四卦。上卦為艮卦，代表山，就是☶；下卦為坎卦，代表水，就是☵。所以，蒙卦就畫成䷃。為方便記住卦象，有個名叫山水蒙。

## 卦辭
亨。 匪我求童蒙，童蒙求我。 初筮告，再三瀆，瀆則不告。利貞。
彖曰：蒙，山下有險，險而止，蒙。 蒙亨，以亨行時中也。匪我求童蒙，童蒙求我，志應也。 初噬告，以剛中也。再三瀆， 瀆則不告，瀆蒙也。 蒙以養正，聖功也。
象曰：山下出泉，蒙﹔君子以果行育德。

## 爻辭
初六：發蒙，利用刑人，用說桎梏，以往吝。
九二：包蒙吉，納婦吉，子克家。
六三：勿用娶女，見金夫，不有躬，無攸利。
六四：困蒙，吝。
六五：童蒙，吉。
上九：擊蒙，不利為寇，利御寇。